# Lissocarcinus orbicularis
Espèce
Synonymes
- Lissocarcinus pulchellus Müller, 1887[2]

Lissocarcinus orbicularis est une espèce de petits crabes de la famille des Portunidae. Il a pour spécificité d'être un symbiote des concombres de mer.

## Description
Lissocarcinus orbicularis mesure 4 cm de large maximum et a une carapace lisse, glabre avec des taches distinctives noires ou rouges. Le carapace est légèrement plus large que longue et a une forme fortement convexe.

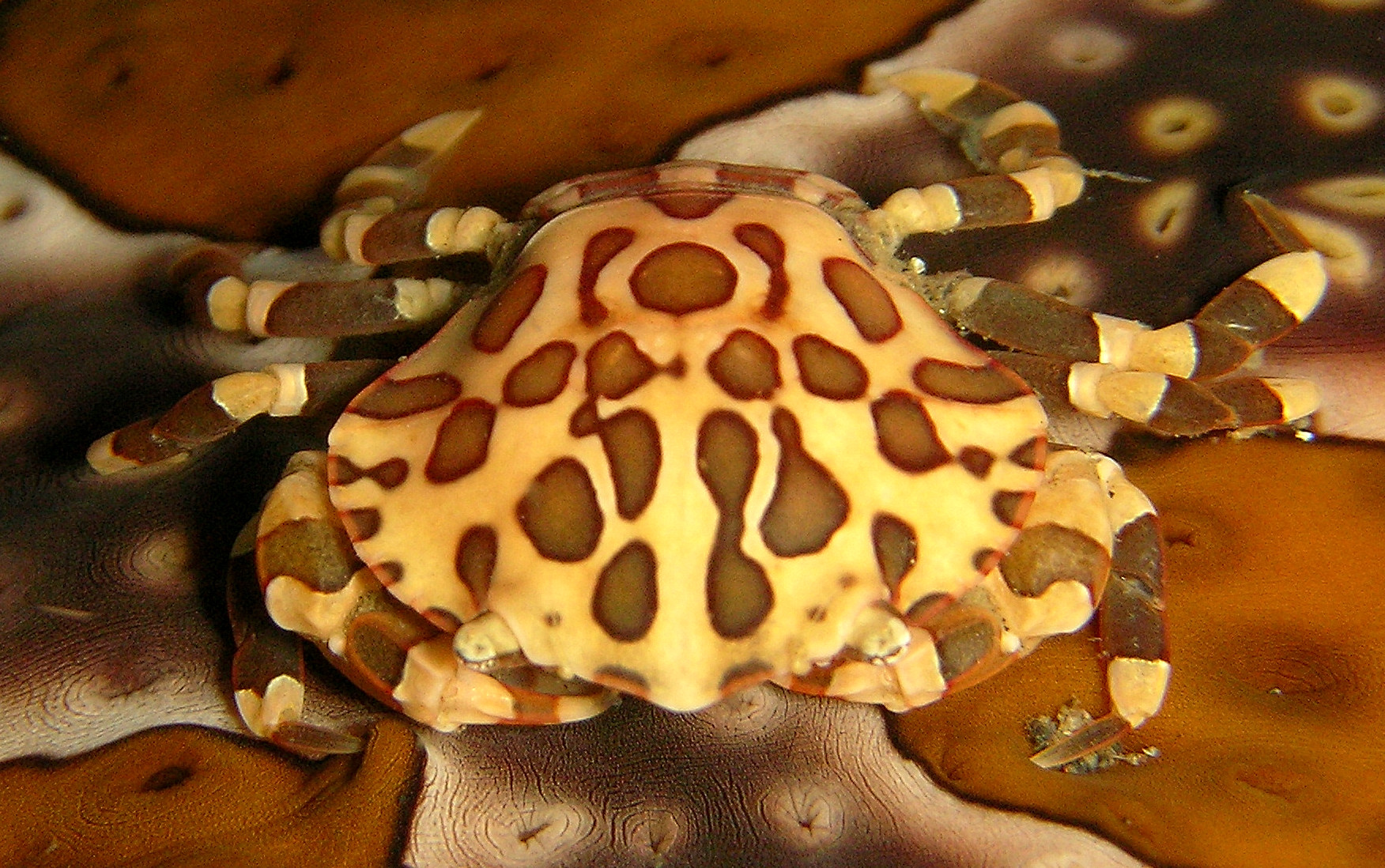
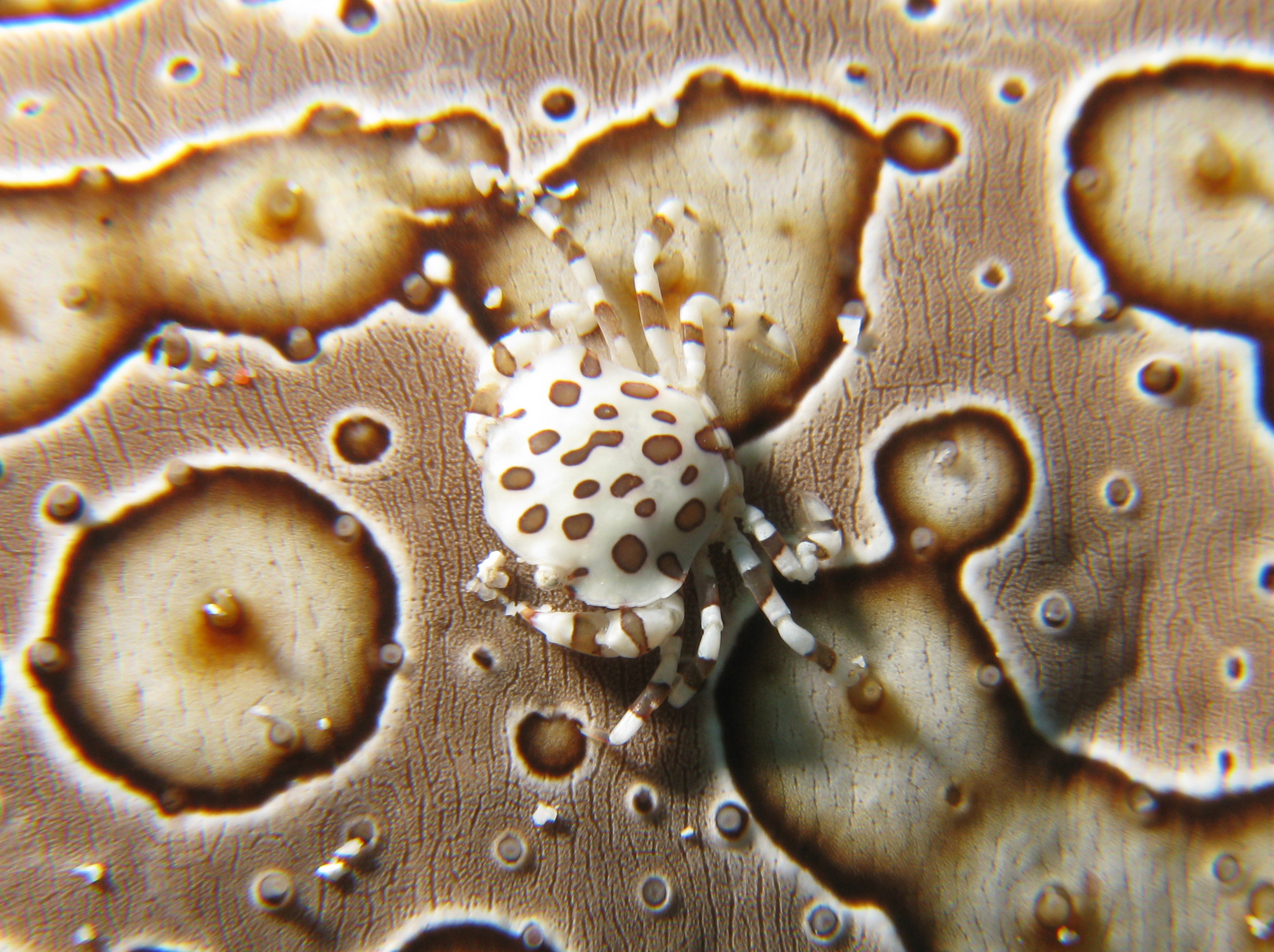
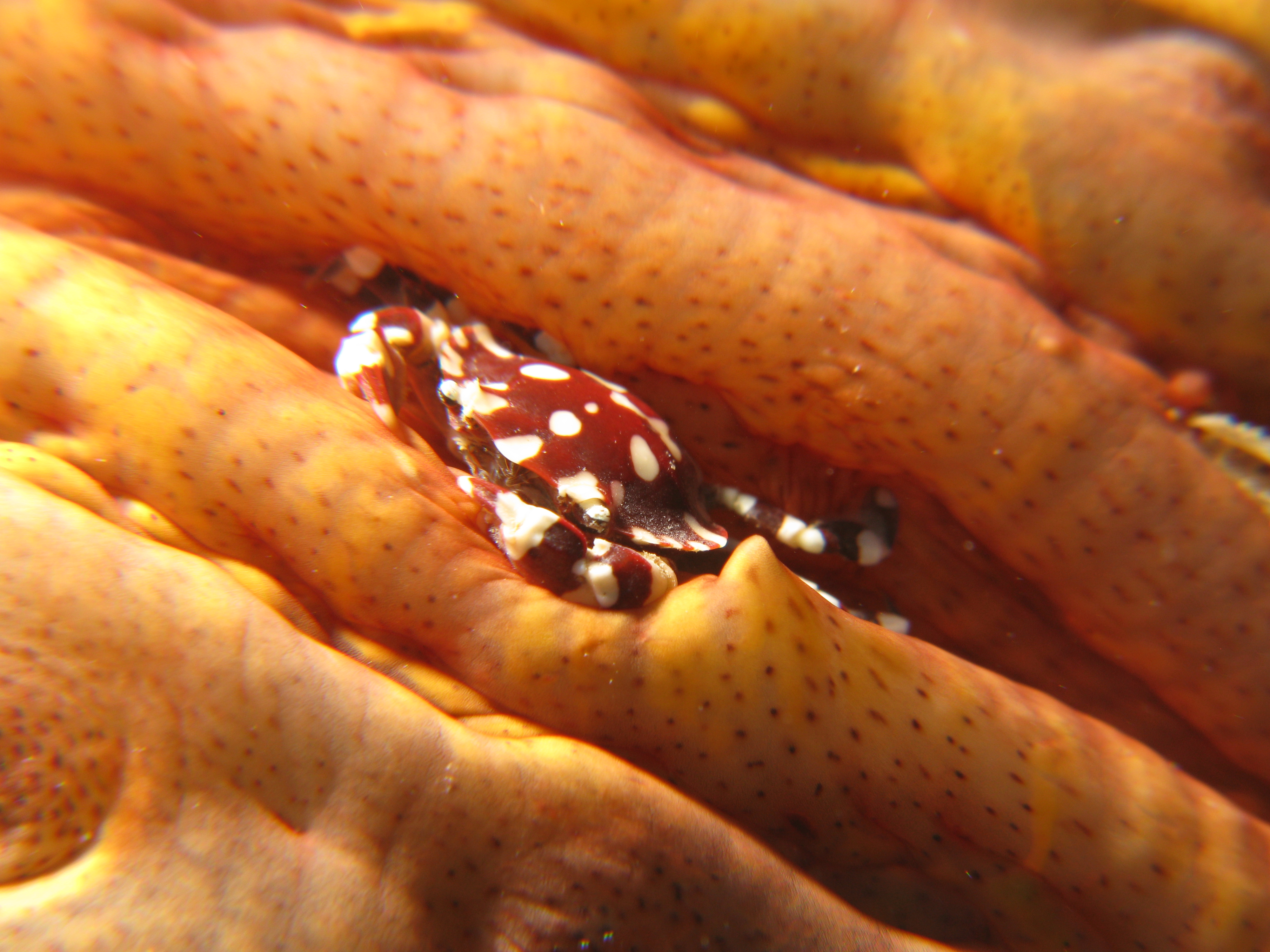

## Mode de vie
Cette espèce a une relation de commensalisme avec certains concombres de mer. Il peut être trouvé dans la cavité anale, cloacale, ou buccale de plusieurs espèces du genre Holothuria comme Holothuria whitmaei, Actinopyga obesa ou plus souvent Holothuria atra.

## Distribution
Ce crabe est largement distribué dans l'Indo-Pacifique et en mer Rouge, suivant l'aire de répartition de ses hôtes.